# Châtillon-en-diois (AOC)
Pour l’article homonyme, voir Châtillon-en-Diois.
Le châtillion-en-diois est un vin d'appellation d'origine contrôlée produit dans la haute vallée de la Drôme autour de Châtillon-en-Diois, dont le vignoble produit des vins rouges et blancs.

## Histoire

### Antiquité
Tout comme celui de Die, ce vignoble remonte à l'Antiquité. Pline l'Ancien qui cite  élogieusement le vin des Voconces en distingue deux l’aigleucos, dont on arrêtait la fermentation en plongeant les dolia dans l’eau froide jusqu’à l’hiver, et le vinum dulce. 

### Moyen Âge
Durant la période médiévale, les vins du haut Diois (donc de Châtillon-en-Diois) sont commercialisés dans le Vercors, le Trièves et le Dévoluy. Les grands centres de consommation étaient Lus-la-Croix-Haute et les communes du Glandage, Boulc et Treschenu. 

### Période moderne
En 1700, une révision des « feux » dans l'élection de Montélimar, signale qu'à Poyols « la vigne vient bien », que les habitants de Menglon n'ont « d'autres ressources que la vente de leurs vins », qu'à Châtillon « la seule récolte surabondante est en vin », qu'à Barnave « la moitié du prix retiré du vin est annuellement employé à l'achat de grains » : Châtillon-en-Diois produisait alors 2 000 charges ; Poyols, 600 ; Barnave, 800 : Montlaur-en-Diois, 300. La charge était de deux quintaux.

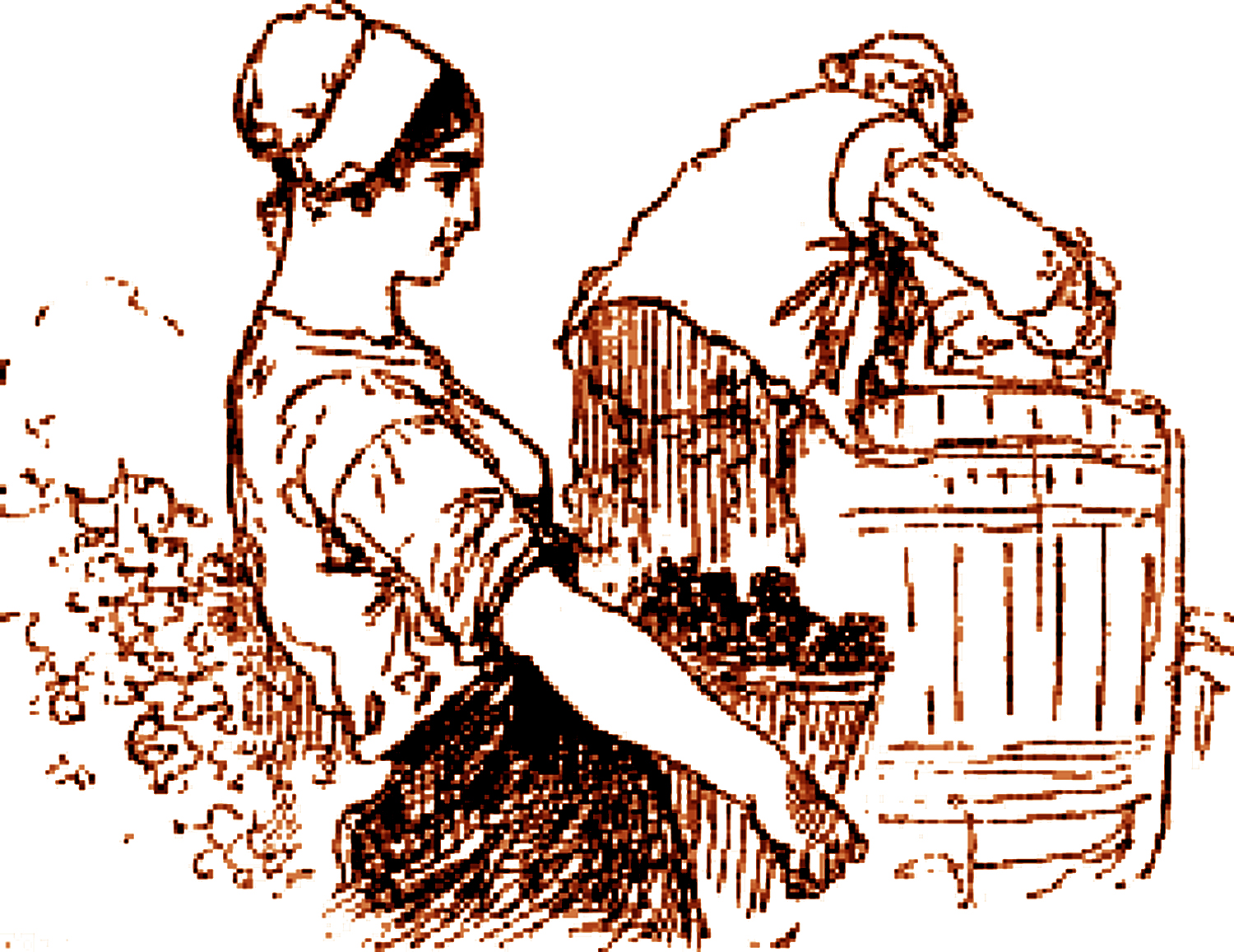
Vendanges en Diois
gravure de la fin du XIXe siècle

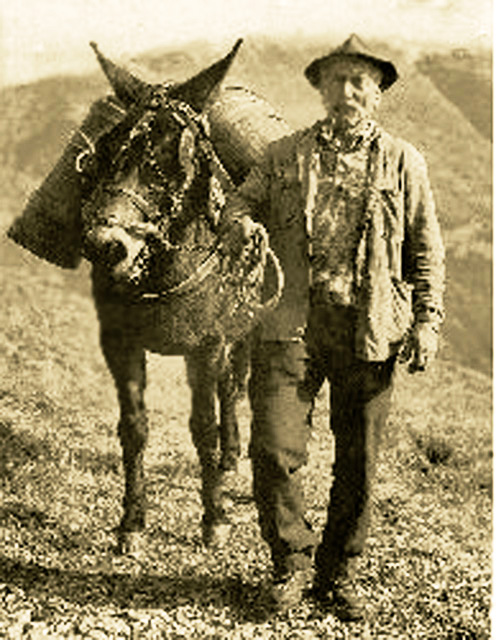
Transport du vin du Diois par mulet et en tonnelet au début du XXe siècle

La grande difficulté est alors de vendre cette surproduction. Les vignerons constatent et regrettent que la vente de leurs vins ne puisse « se faire qu'à dos de mulets » et au bon gré des muletiers. Du coup, « le vin se débite comme on peut », se plaint un édile et son « prix modique ne peut exciter l'activité et l'émulation du cultivateur ».
La solution existe dans l'ouverture de nouvelles routes en lieu et place des chemins muletiers. Si Châtillon préconise une route vers le Trièves par le col de Menée, Barnave réclame la sienne vers Gap par le col de Cabre. Et chaque commune viticole d'espérer que « par le concours considérable d'acheteurs » qui ne manqueraient pas de se présenter, les cultivateurs du haut Diois pourraient alors « perfectionner la qualité » de leur production.

### Période contemporaine
Au milieu du XXe siècle, les « vins du Maupas » ou du « clos Gouyarde » sont particulièrement recherchés. À tel point, que dans les années 1950, le président du syndicat des vignerons tente d'obtenir l'appellation « côtes du Bez ». Son rêve se réalise, en partie, puisqu'un arrêté daté du 18 mai 1955 fait entrer dans la catégorie des VDQS les vins produits uniquement sur la commune de Châtillon-en-Diois. 
La consécration arrive pourtant vingt ans plus tard pour ce vignoble de montagne. Le 3 mars 1975, treize communes du haut Diois sont reconnues aptes par la qualité de leur production à accéder à l'appellation d'origine contrôlée. Le cahier des charges de l’appellation a été modifié en février puis en décembre 2024.

## Géographie
.

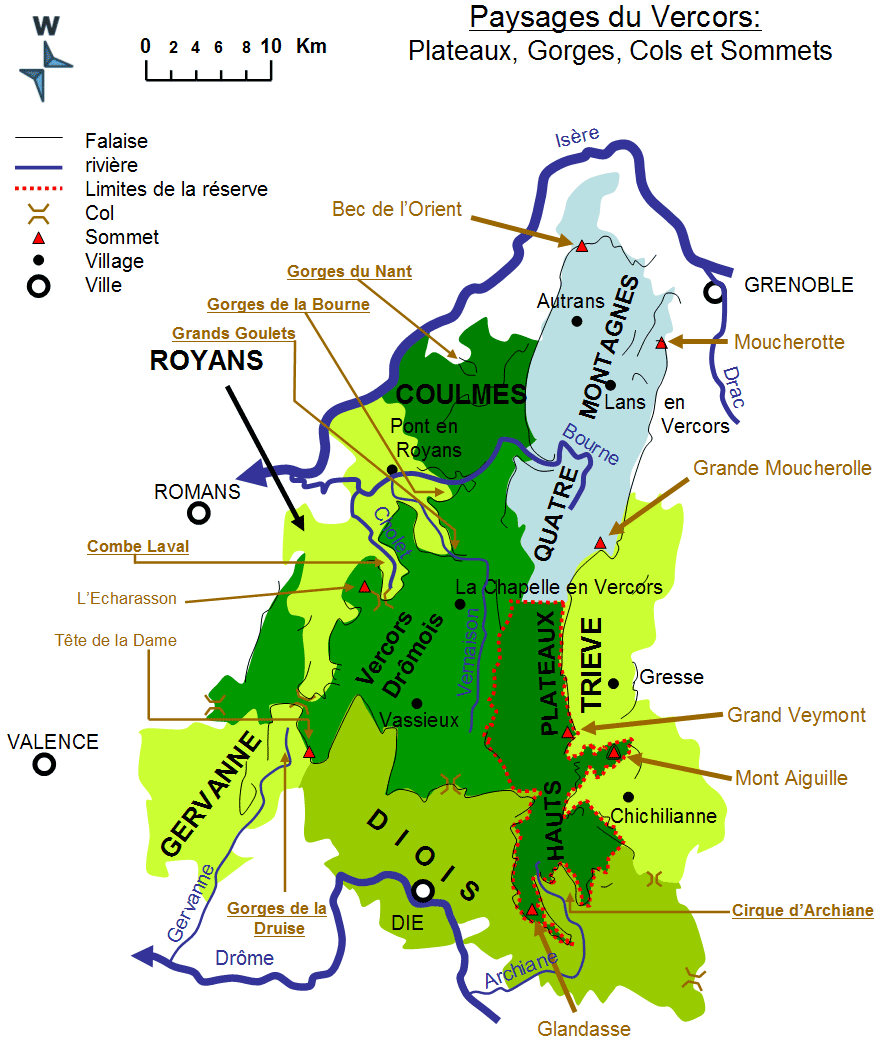
Carte du Diois et du massif du Vercors

Le vignoble s'étend sur des coteaux argilo-calcaires, situés entre 500 et 600 mètres d'altitude et bien protégés du vent du nord par les falaises du Vercors. Plus de la moitié du vignoble s'étend en un « damier de verts contraste » sur le piémont du Glandasse et sur la commune de Châtillon. À Luc-en-Diois, un gigantesque éboulement, provoqué à la base des calcaires tithoniques par le décollement d'un ban marneux, le Clap, a barré la vallée de la Drôme qui le franchit en cascade.

### Climatologie
Le Diois se situe à la frontière des Alpes et de la Provence, ce qui lui donne une grande diversité biologique. Le col du Rousset (altitude 1367 mètres) porte d'entrée nord du Diois en venant du Vercors est considéré comme la frontière géographique et climatique entre Alpes du Nord et Alpes du Sud.
L'été est sec, les journées chaudes mais les nuits toujours fraîches. Sans parler des sommets enneigés tout l'hiver jusqu'au printemps (contreforts du Vercors : Montagne du Glandasse, Réserve Naturelle des Hauts-Plateaux), dans le reste de la vallée l'hiver est froid et souvent neigeux, en particulier du côté du col de la Croix-Haute. L'été les températures peuvent monter jusqu'à 40 degrés et l'hiver descendre à -15 degrés.

## Vignoble
Les treize communes faisant partie de cette appellation sont : Châtillon-en-Diois, Aix-en-Diois, Barnave, Jansac, Laval-d'Aix, Luc-en-Diois, Menglon, Molières-Glandaz, Montlaur-en-Diois, Montmaur-en-Diois, Poyols, Recoubeau et Saint-Roman.

### Encépagement

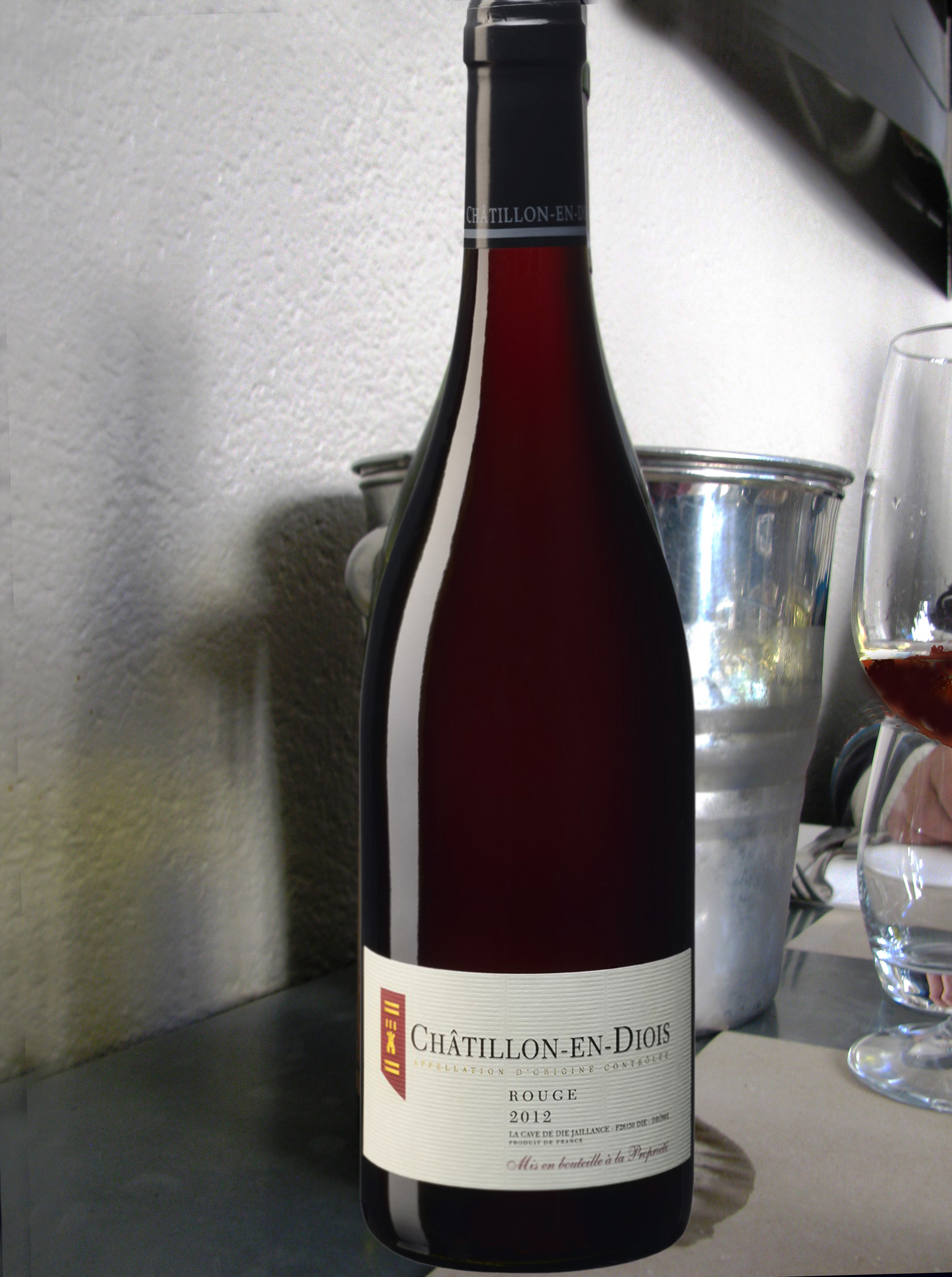
AOC Châtillon-en-diois rouge 2012

Les vins rouges et rosés sont issus principalement du gamay N (la proportion doit être égale ou supérieure à 75 % de l'encépagement), accessoirement du pinot noir N et de la syrah N.
Les vins blancs sont issus des cépages aligoté B et chardonnay B.

### Terroir et vin
Tandis qu'à Châtillon les « terres noires » affleurent dans les collines qui émergent des terrasses du Bez, sa cuvette est dominée par des falaises du thitonique, dont le calcaire s'est faillé sur place ou ployé brusquement. Le vignoble qui tapisse les éboulis qui en sont issus produit des vins rouges bouquetés et légers à boire dans leur prime jeunesse ainsi que des blancs assez corsés caractérisés par un nez d'herbes et de fleurs alpestres.

## Méthode culturales et réglementaires
Le rendement de base a été fixé à 50 hectolitres / hectare, avec un seuil buttoir de 60 hectolitres / hectare qui peut être revu à la hausse. La teneur minimale en sucre des moûts doit être d'au moins 161 g / l. Si, dans les mauvaises années, cette valeur n'est pas atteinte, une chaptalisation être acceptée.

## Type de vins et gastronomie

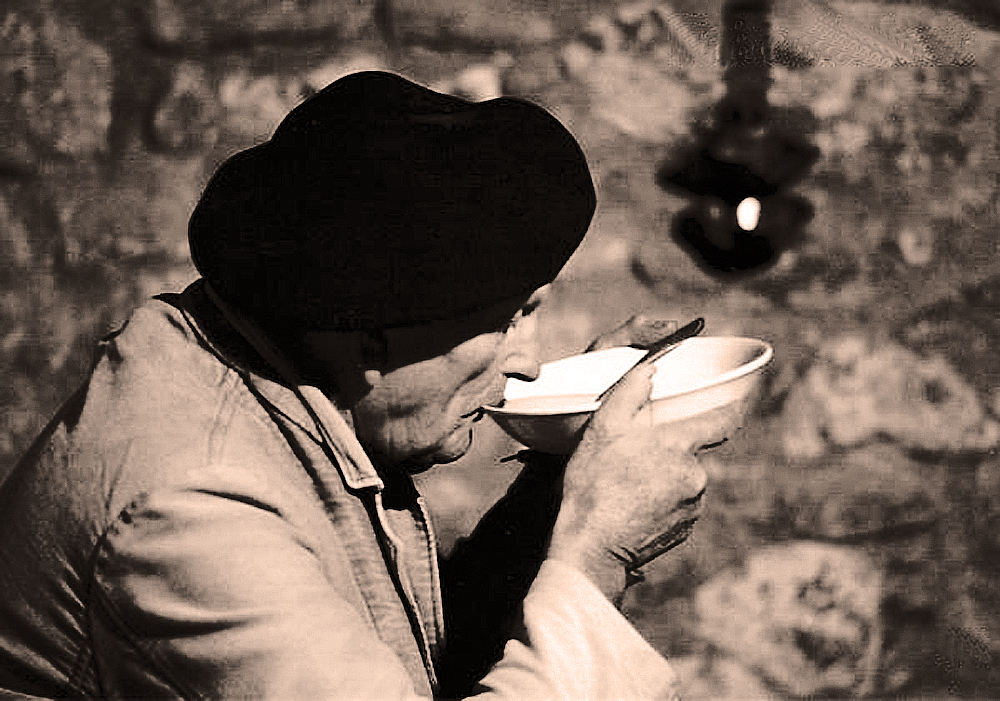
Chabrot dans le Diois

Le vin rouge doit être apprécié dans sa jeunesse à une température de dégustation de 15-16 °C. Les rosés pour conserver leur fruité demandent une température de service d'environ 8-10 °C. Ces vins blancs peuvent être stockés pendant 4-6 ans. Leur température de service optimale est de 8-10 °C.